# Siniša Skelin
Siniša Skelin (Split, Yugoslavia, 14 de julio de 1974) es un deportista croata que compitió en remo. Su hermano Nikša compitió en el mismo deporte.
Participó en cuatro Juegos Olímpicos de Verano, entre los años 1996 y 2008, obteniendo dos medallas, bronce en Sídney 2000 (ocho con timonel) y plata en Atenas 2004 (dos sin timonel).
Ganó cuatro medallas en el Campeonato Mundial de Remo entre los años 1998 y 2003.

## Palmarés internacional
| Juegos Olímpicos   | Juegos Olímpicos   | Juegos Olímpicos  | Juegos Olímpicos   |
| Año                | Lugar              | Medalla           | Prueba             |
| ------------------ | ------------------ | ----------------- | ------------------ |
| 2000               | Sídney (Australia) | Medalla de bronce | Ocho con timonel   |
| 2004               | Atenas (Grecia)    | Medalla de plata  | Dos sin timonel    |
| Campeonato Mundial |                    |                   |                    |
| Año                | Lugar              | Medalla           | Prueba             |
| 1998               | Colonia (Alemania) | Medalla de plata  | Cuatro con timonel |
| 2001               | Lucerna (Suiza)    | Medalla de plata  | Ocho con timonel   |
| 2002               | Sevilla (España)   | Medalla de bronce | Dos sin timonel    |
| 2003               | Milán (Italia)     | Medalla de plata  | Dos sin timonel    |